# 갈리나 지비나
갈리나 이바노프나 지비나(러시아어: Галина Ивановна Зыбина, 1931년 1월 22일 ~ 2024년 8월 10일)는 소련의 전직 육상 선수이자, 코치이다.
그녀는 1952년부터 1964년까지 4번의 하계 올림픽에 참가하여 포환던지기에 나가 각각 1위, 2위, 7위와 3위를 했다. 그녀는 1952년 하계 올림픽에서 창던지기 4위를 했다. 1962년과 1956년 사이에 그녀는 포환던지기에서 8회 연속 세계 기록을 세우고, 14개의 국내 기록을 세웠다.
1953년 그녀는 16m 이상의 거리로 창을 던진 최초의 여자 선수가 되었다.
지비나는 자신의 어머니와 동생이 사망한 제2차 세계 대전에서 레닌그라드의 포위 공격 동안, 굶주림과 추위로 크게 쇠약해졌다. 그녀의 아버지는 전선에서 사망했다. 그러나 1950년 그녀는 소련 최고의 창던지기 선수가 되었고, 유럽 선수권 대회 창던지기에서 동메달을 획득했다.

## 참조
1. ↑  갈리나 지비나. 브리태니커 백과사전
2. ↑  갈리나 지비나 보관됨 2015-07-04 - 웨이백 머신. sports-reference.com